# Eurocopter Tiger
Eurocopter Tiger naziv je za borbeni helikopter kojeg je razvio konzorcij Eurocopter Group, i ima dva imena: Tiger i Tigre (Francuska, Španjolska) te dva koda EC 665 te PAH-2. 
Tiger je nastao iz službenog zahtjeva francuske i njemačke vlade za novim borbenim helikopterom, koji je bio objavljen 1984., i razvoj je bio dodijeljen joint venture Eurocopter sastavljen od Aérospatiale i MBB Deutsche Aerospace-a. Nekoliko godina poslije 1986. program je prekinut zbog visoke cijene, no ponovno je pokrenut 1987. Prvi prototip poletio je 1991., i nedugo poslije Aerospatiale i dio MBB-a spajaju se 1992. i novu tvrtku preimenuju u Eurocopter an EADS Company. Serijska proizvodnja započinje u ožujku 2002., dok su prvi Tigrovi ušli u službu godinu dana poslije u vojnim snagama Francuske.

## Tehničke karakteristike (Tiger HAP)
Osnovne karakteristike
- posada: 2
- dužina: 14,8 m
- promjer rotora: 13 m
- visina: 3,83 m

Letne karakteristike
- najveća brzina: 315 km/h
- dolet: 1.300 km
  - borbeni dolet: 800 km
- brzina penjanja: 10,7 m/s
- najveća visina leta: 4.000 m
- motor: 2× Rolls-Royce/Turbomeca/MTU MTR390 turbo-osovinska motora

## Vanjske poveznice
|  | Zajednički poslužitelj ima još gradiva o temi Eurocopter Tiger |

- (en) Tiger HAP, Eurocopter.com
- (en) Tiger UHT, Eurocopter.com